# Mojżesz Fiszel
Mojżesz Fiszel (ur. w 1480; zm. w 1541) – lekarz i rabin żydowski.
Był synem Chwałki i Franczka Fiszela – poborcy podatkowego. Jego rodzina była ceniona na dworze królewskim co otworzyło mu drogę na dwór w Krakowie. Jego żona, Estera, pochodziła z dworu królowej Bony.
Mojżesz Fiszel był z wykształcenia lekarzem. Prowadził również studia nad piśmiennictwem żydowskim pod okiem Jakuba Polaka. Swoją karierę medyczną rozpoczął w Poznaniu, następnie, w roku 1520, przeniósł się do Krakowa. Z jego usług korzystali wysoko postawieni urzędnicy jak i ludzie Kościoła, np. arcybiskup poznański.
W trakcie swojej służby został wyróżniony przez króla Zygmunta I Starego przez zwolnienie z płacenia tzw. podatków żydowskich, co spotkało się z dezaprobatą między innymi czeskiej gminy żydowskiej. Problem został rozwiązany przez króla wydaniem aktu w roku 1535, w którym argumentując swoją decyzję jego obszerną wiedzą religijną i medyczną ponownie zwolnił Mojżesza Fiszela z płacenia podatków oraz dodatkowo decydowanie w tej sprawie pozostawił tylko sobie.
W roku 1532 Mojżesz Fiszel objął stanowisko rabina tzw. polskiej gminy żydowskiej, zastępując swojego zmarłego wuja Aszera Lemla. W 1541 roku został rabinem generalnym w Małopolsce i na Rusi, które to stanowisko dzielił z lubelskim rabinem Szalomem Szachną. Obdarzeni zaufaniem króla otrzymali władzę sprawowania sądów za wykroczenia związane z religią. W tym samym roku Mojżesz Fiszel został oskarżony o współudział w morderstwie rytualnym, w związku z czym został spalony na stosie.